# Засельская волость
Засельская волость — административно-территориальная единица Херсонского уезда Херсонской губернии.
По состоянию на 1886 год состояла из 10 поселений, 7 сельских общин. Население 7498 человек (3820 мужского пола и 3678 женского), 1388 дворовых хозяйств.
|                        | Площадь, десятин | В том числе пахотной, дес. |
| ---------------------- | ---------------- | -------------------------- |
| Сельских общин         | 46 246           | 17 330                     |
| Частной собственности  | 3014             | 2700                       |
| Казённой собственности | 2                | -                          |
| Другой собственности   | 480              | 445                        |
| Всего                  | 50 742           | 21 475                     |

Самые большие поселения волости:
- Заселье — село при прудах в 50 верстах от уездного города, 1819 человек, 335 дворов, православная церковь, земская станция, 2 лавки.
- Дар-Александровка — село при прудах, 280 человек, 51 двор, 2 лавки.
- Ново-Александровка — село при прудах, 1307 человек, 253 двора, молитвенный дом, школа, 2 лавки.
- Ново-Петровка — село при прудах, 560 человек, 129 дворов, лавка.
- Снигирёвка — село при реке Ингулец, 1254 человек, 218 дворов, православная церковь, школа, земская станция, 2 лавки, 3 ярмарки.
- Явкино — село при прудах, 2181 человек, 310 дворов, православная церковь, школа, земская станция, 2 лавки.